# Curimopsis integra
Curimopsis integra là một loài bọ cánh cứng trong họ Byrrhidae. Loài này được Wollaston miêu tả khoa học năm 1864.